# Claudette Ortiz
Claudette Ortiz (Nova Jérsia, Estados Unidos, 21 de julho de 1981) é uma cantora e modelo americana. Ela é mais conhecida por ter sido um dos três membros do do grupo de R&B City High, entre 1999 e 2003. O grupo teve sucesso em 2001, com os singles "What Would You Do?" - que foi nomeado para o Grammy de Melhor Performance R&B Com Vocais por Parte de Uma Dupla ou Um Grupo na edição de 2002 do Grammy Award - e "Caramel".  Claudette Ortiz também fez parte do elenco do reality R&B Divas: Los Angeles.

## Singles
| Ano  | Canção                          | Posições | Posições | Posições | Posições | Certificações | Álbum                                  |
| Ano  | Canção                          | U.S.     | U.S. R&B | U.S Rap  | UK       | Certificações | Álbum                                  |
| ---- | ------------------------------- | -------- | -------- | -------- | -------- | ------------- | -------------------------------------- |
| 2006 | "Can't Get Enough" (feat. Mase) | 89       | 37       | 42       | 96       |               | Singles não incluúidos em nenhum álbum |
| 2010 | "Simply Amazin'"                | —        | —        | —        | —        |               | Singles não incluúidos em nenhum álbum |

### As featured performer
| Título                                           | Ano  | Posições | Posições | Posições | Posições | Posições | Certificações                  | Álbum      |
| Título                                           | Ano  | AUS      | U.S.     | U.S. R&B | UK       | NZ       | Certificações                  | Álbum      |
| ------------------------------------------------ | ---- | -------- | -------- | -------- | -------- | -------- | ------------------------------ | ---------- |
| "Two Wrongs" (Wyclef Jean feat. Claudette Ortiz) | 2002 | 5        | 20       | 11       | 14       | 1        | - AUS: Platinum - NZ: Platinum | Masquerade |